# Émile Reverdin
Emile Reverdin, né à Genève le 20 mai 1845, et mort à Genève le 16 février 1901 est un architecte suisse, particulièrement actif dans sa ville natale.

## Biographie
Né en 1845 à Genève, Emile Reverdin est l'élève de Charles-Auguste Questel de 1866-1869. Par la suite, il est lui-même, de 1879 à 1894, maître de l'architecte Léon Bovy. De 1863 à 1865 il étudie les sciences et les lettres, puis s'oriente vers l’architecture en suivant une formation à l’École des beaux-arts de Paris (1866-1869). Il termine ses études à Rome puis fera plusieurs voyages (Espagne, Italie, Égypte, Russie, Turquie, et Hongrie) avant de revenir à Genève. Là, débute la collaboration avec son père Adolphe Reverdin, lui-même architecte. En 1872, il reprend le bureau d'architecte de son père.      
Emile Reverdin est membre de la Société suisse des ingénieurs et des architectes (en 1871) et de la Société nautique de Genève, qu'il préside. Il construit de nombreux bâtiments à Genève (villas, hôtels particuliers, écoles), notamment l’École de médecine (1875-1876) en collaboration avec Antoine Goüy et Charles Gampert.  Émile Reverdin dirige de travaux publics. En revanche, il construit plus de 200 maisons locatives, hôtels et villas pour une clientèle privée considérable et distinguée.    

## Fortune critique
Selon Rolf Pfänder, « trois modes de résidence composent l'essentiel de la production de Reverdin et se partagent les faveurs des propriétaires : hôtel particulier, l'appartement et la demeure sururbaine ».
Léon Bovy, quant à lui, le décrit ainsi :

« Dans tout ce qu’a fait Émile Reverdin, on peut retrouver l’indice de son caractère ; c’est vu en grand, c’est distingué et correct. Il fit plus pour l’embellissement de notre ville, soit par ses œuvres, soit par son exemple, que toutes les réglementations que nos autorités créent et multiplient dans un but louable, sans doute, mais dont le résultat souvent sera la monotonie et la banalité. Et, à notre époque de constructions agitées et chargées, aux originalités extravagantes, c’est une consolation que ces œuvres maîtresses, où la forme est raisonnée, où l’harmonie des lignes et l’unité de l’ensemble sont toujours sauvegardées. »

— Léon Bovy, Nos anciens et leurs œuvres : recueil genevois d'art, Genève 1901, p. 110
.

## Distinctions et prix
- 1872 : Concours pour la construction d'un théâtre lyrique, classé premier avec Gaspard André de Lyon. Cependant, le théâtre a finalement été réalisé par Jacques-Elysée Goss, choisit hors concours[5].
- 1896 : Exposition nationale. En collaboration avec Jacques-Elysée Goss, John et Marc Camoletti[6].

## Réalisations architecturales
Emile Reverdin réalise de nombreux bâtiments à Genève
- Vers 1860 : Maison locative (Rue de Hollande, no 10) appartenant à la compagnie d'assurance "La Genevoise"[3],[7]
- 1875-1876 : L'école de médecine (Rue de l'École-de-Médecine, no. 20). Collaboration avec les architectes A. Goüy et Charles Gampert[7]
- 1878-1880 : Suite d'hôtels particuliers avec terrasses et jardins (Rue Bellot, nos 8-16). Collaboration avec Jacques-Elysée Goss[8]
- 1879 : Chalet (Route de Lausanne no 328). Construit pour Edouard Fatio[9]
- 1879-1880 : L'asile des vieillards (Anières)[4]
- 1884 : Chalet Ponselle (Hermance)[2]
- 1885 : Maison Mayor (démolie), (Quai du Mont-Blanc, angle Rue de la Cloche)[4],[2]
- 1888 : Maison Mussard (Rue Bellot, 1)[4]
- 1891-1892 et 1895-1896 : Suite d'hôtels particuliers à façades d’inspiration néo-gothique anglaise Tudor (Rue Emilie-Gourd, nos 8-12). Collaboration avec Victor Vuagnat[8]
- 1891-1982 : Immeubles (Quai du Mont-Blanc, 23-25)[10]
- 1894-1895 : Hôtels particuliers (Rue de la Cloche, 6-8)[11]
- 1896 : Le Palais des Beaux-Arts de l'Exposition nationale[4], conçu en collaboration avec Paul Bouvier[6]
- 1899 : Immeuble (Quai Gustave-Ador, no 50)[12]. Maison de Monsieur Dupont[4]
- 1900 : Immeuble (Quai Gustave-Ador, no 44)[12]
- 1900 : Maison Maunoir (Rue de la Monnaie)[4]
- Sans date : Maison Annevelle (Frontenex)[4]
- Sans date : Maison Ramu (Rue des Allemands, 32)[3]
- Sans date : Maison Gautier (Frontenex)[4]
- Sans date : Maison Fatio (Bellevue)[4]
- Sans date : Chalet Paccard (La Belotte)[4]
- Sans date : Pavillon nautique Brot (Montalègre)[3]

Hors de Genève, on lui doit : 
- 1881 : Château Sieber (Sully sur Vevey, Vaud, Suisse)[13]
- Les bains de Divonne (France)[3], style mauresque
- La villa Ormond (Sanremo, Italie)[14].

Projets architecturaux : 
- Maison Bordier (Cours des Bastions, 6, Genève). Finalement construite par les architectes John Camoletti et Etienne Delesvaux en 1874.